# توقع النشاط البركاني

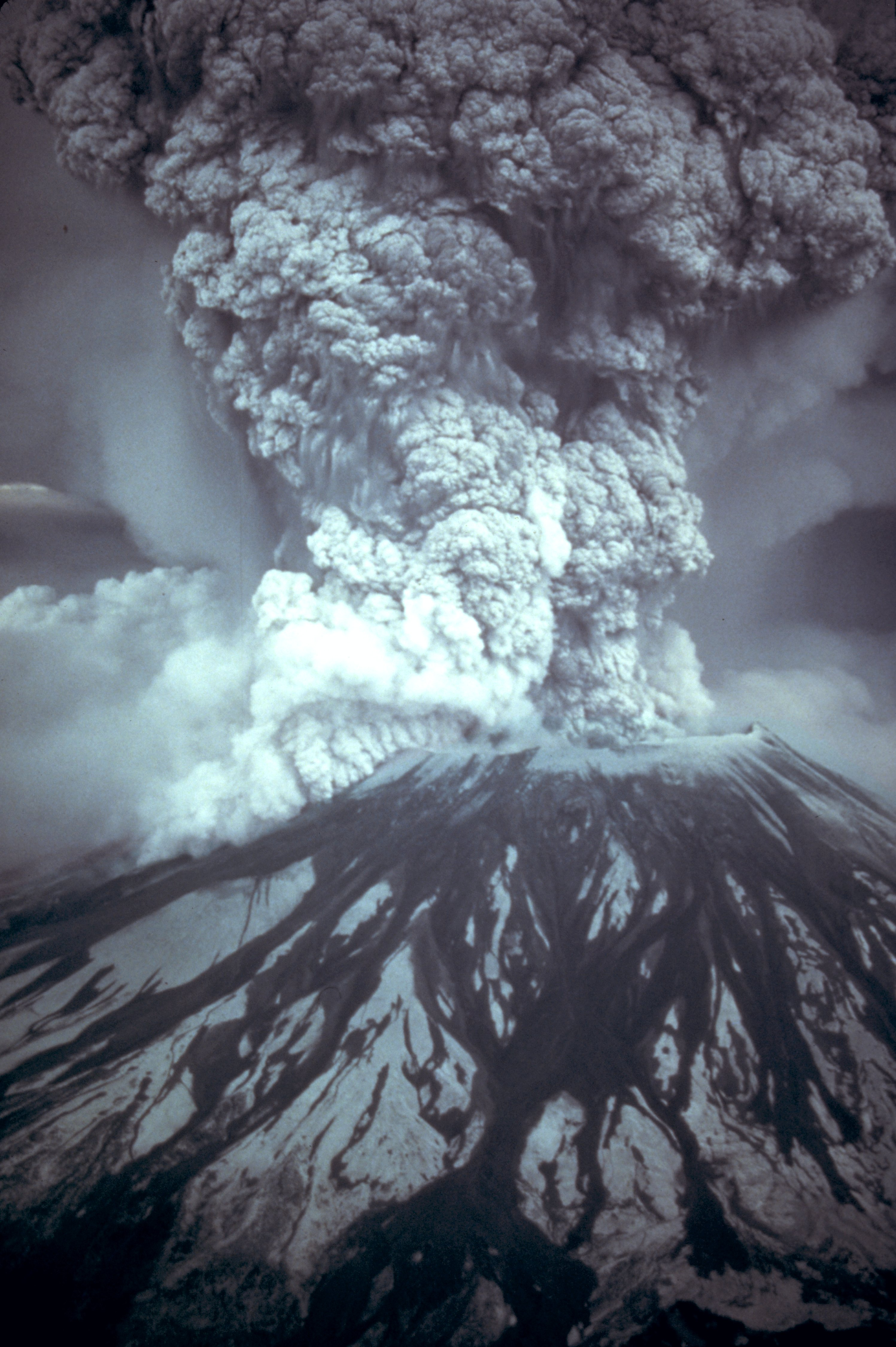
إنفجار جبل سانت هيلين في 18 مايو 1980 الساعة 8:32 صباحًا بتوقيت المحيط الهادي الصيفي.

توقع النشاط البركاني أو التنبؤ بالثوران البركاني، هو جهد بحثي ورصدي متعدد التخصصات للتنبؤ بوقت وشدة ثوران البركان. من المهم التنبؤ بالإنفجارات الخطرة التي يمكن أن تؤدي إلى خسائر فادحة في الأرواح والممتلكات وتعطيل الأنشطة البشرية.

## الموجات الزلزالية

### المبادئ العامة لعلم الزلازل البركانية
- يحدث النشاط الزلزالي (الزلازل والهزات الأرضية) دائمًا عندما تستيقظ البراكين وتستعد للإنفجار وهي رابط مهم جدًا للإنفجارات البركانية. عادة ما يكون لبعض البراكين نشاط زلزالي منخفض المستوى، لكن الزيادة قد تشير إلى احتمال أكبر لحدوث ثوران بركاني. تعتبر أنواع الزلازل التي تحدث وأين تبدأ وتنتهي أيضًا من العلامات الرئيسية. الزلازل البركانية لها ثلاثة أشكال رئيسية: زلزال قصير الأمد، وزلزال طويل الأمد، وهزات متناسقة.
- الزلازل قصيرة الأمد تشبه الزلازل الطبيعية الناتجة عن الصدع. وهي ناتجة عن تكسير الصخور الهشة حيث تشق الصهارة طريقها إلى الأعلى. تشير هذه الزلازل قصيرة المدى إلى نمو جسم الصهارة بالقرب من السطح وتُعرف باسم الموجات «أ». غالبًا ما يشار إلى هذا النوع من الأحداث الزلزالية أيضًا باسم أحداث "Volcano-Tectonic".
- يُعتقد أن الزلازل طويلة الأمد تشير إلى زيادة ضغط الغاز في نظام أنابيب البركان. وهي تشبه صوت الضجيج الذي يُسمع أحيانًا في نظام السباكة بالمنزل، والذي يُعرف باسم «المطرقة المائية». هذه التذبذبات تعادل الإهتزازات الصوتية في غرفة، في سياق غرف الصهارة داخل القبة البركانية وتعرف باسم موجات «ب». وتعرف هذه أيضا صدى الأمواج والأحداث ذات فترة طويلة.

أنماط الزلازل معقدة وغالبًا ما يصعب تفسيرها؛ ومع ذلك، فإن زيادة النشاط الزلزالي يعد مؤشرًا جيدًا على زيادة مخاطر الثوران، خاصةً إذا أصبحت الأحداث طويلة الأمد مهيمنة وظهرت حلقات من الهزة التوافقية.
باستخدام طريقة مماثلة، يمكن للباحثين إكتشاف الإنفجارات البركانية من خلال مراقبة الصوت تحت الصوتي- الصوت الفرعي تحت 20 هرتز. شبكة IMS Global Infrasound Network، التي تم إنشاؤها في الأصل للتحقق من الإمتثال لمعاهدات حظر التجارب النووية، لديها 60 محطة حول العالم تعمل على إكتشاف وتحديد مواقع البراكين المتفجرة.

### دراسات الحالة الزلزالية
لوحظ وجود علاقة بين الأحداث طويلة الأمد والإنفجارات البركانية الوشيكة لأول مرة في السجلات الزلزالية لإنفجار نيفادو ديل رويز عام 1985 في كولومبيا. ثم تم استخدام حدوث الأحداث الطويلة الأمد للتنبؤ بثوران جبل ريدوبت في ألاسكا عام 1989 وثوران غاليرا في كولومبيا عام 1993. في ديسمبر 2000، توقع العلماء في المركز الوطني للوقاية من الكوارث في مدينة مكسيكو إندلاع بركان في غضون يومين في بوبوكاتبتبيل، في ضواحي مدينة مكسيكو. استخدم تنبؤهم البحث الذي أجراه برنارد شويت، عالم البراكين السويسري الذي كان يعمل في هيئة المسح الجيولوجي الأمريكية والذي لاحظ لأول مرة وجود علاقة بين الأحداث الطويلة الأمد والثوران الوشيك. قامت الحكومة بإجلاء عشرات الآلاف من الأشخاص؛ بعد 48 ساع، ثار البركان كما كان متوقعًا. كان أكبر ثوران لبركان بوبوكاتبتبيل منذ ألف عام، ومع ذلك لم يصب أحد بأذى.

### الهزات الجليدية
قد تساعد أوجه التشابه بين هزات جبل الجليد، والتي تحدث عند جنح الأرض والهزات البركانية، الخبراء في تطوير طريقة أفضل للتنبؤ بالإنفجارات البركانية. على الرغم من أن الجبال الجليدية لها هياكل أبسط بكثير من البراكين، إلا أنها أسهل ماديًا في التعامل معها. تشمل أوجه التشابه بين الهزات البركانية وهزات الجبل الجليدي المدد الطويلة والسعات، بالإضافة إلى التحولات الشائعة في الترددات.

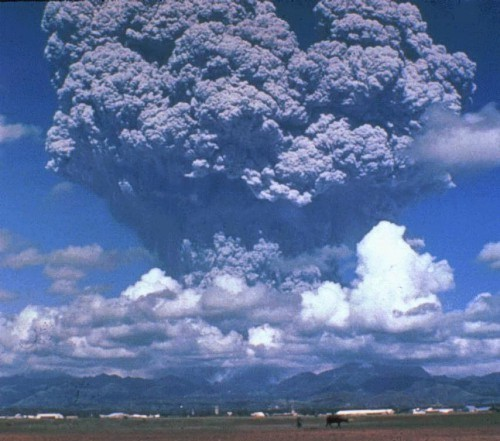
اندلاع عمود الغاز والرماد من جبل بيناتوبو بالفلبين.

### إنبعاثات غازية
عندما تقترب الصهارة من السطح ويقل ضغطها، تهرب الغازات. تشبه هذه العملية إلى حد كبير ما يحدث عندما تفتح زجاجة من المشروبات الغازية ويتسرب ثاني أكسيد الكربون. ثاني أكسيد الكبريت هو أحد المكونات الرئيسية للغازات البركانية، وتؤذن زيادة كمياته بوصول كميات متزايدة من الصهارة بالقرب من السطح. على سبيل المثال، في 13 مايو 1991، تم إطلاق كمية متزايدة من ثاني أكسيد الكبريت من جبل بيناتوبو في الفلبين. في 28 مايو بعد أسبوعين فقط، زادت انبعاثات ثاني أكسيد الكبريت إلى 5000 طن، أي عشرة أضعاف الكمية السابقة. اندلع جبل بيناتوبو لاحقًا في 12 يونيو 1991. في عدة مناسبات، مثل ما قبل ثوران جبل بيناتوبو وثوران غاليرا في كولومبيا، انخفضت إنبعاثات ثاني أكسيد الكبريت إلى مستويات منخفضة قبل الإنفجارات. يعتقد معظم العلماء أن هذا الإنخفاض في مستويات الغاز ناتج عن إغلاق ممرات الغاز بواسطة الصهارة الصلبة. يؤدي مثل هذا الحدث إلى زيادة الضغط في نظام السباكة في البركان وزيادة فرصة حدوث إنفجار بركاني. نظام محلل الغاز متعدد المكونات (Multi-GAS) عبارة عن حزمة أدوات تستخدم لأخذ قياسات عالية الدقة في الوقت الفعلي لأعمدة الغاز البركاني. يمكن أن تسمح قياسات الغازات المتعددة لنسب ثاني أكسيد الكربون/ ثاني أكسيد الكبريت بإكتشاف التفريغ المسبق للصهارة الصاعدة، وتحسين التنبؤ بالنشاط البركاني.

### تشوه الأرض
يشير تورم البركان إلى تراكم الصهارة بالقرب من السطح. غالبًا ما يقيس العلماء الذين يراقبون بركانًا نشطًا ميل المنحدر وتتبع التغيرات في معدل التورم. زيادة معدل التورم، خاصةً إذا كانت مصحوبة بزيادة في إنبعاثات ثاني أكسيد الكبريت والإرتعاش التوافقي هي علامة إحتمالية عالية لحدث وشيك. كان تشوه جبل سانت هيلين قبل إندلاع 18 مايو 1980 مثالًا كلاسيكيًا على التشوه، حيث كان الجانب الشمالي من البركان ينتفخ صعودًا بينما كانت الصهارة تتراكم تحتها. لا يمكن عادةً إكتشاف معظم حالات تشوه الأرض إلا عن طريق المعدات المتطورة التي يستخدمها العلماء، لكن لا يزال بإمكانهم التنبؤ بالثورات البركانية المستقبلية بهذه الطريقة. تظهر براكين هاواي تشوهًا كبيرًا للأرض؛ هناك تضخم في الأرض قبل ثوران البركان ثم حدوث إنكماش واضح بعد الإنفجار. هذا بسبب غرفة الصهارة الضحلة لبراكين هاواي؛ يمكن ملاحظة حركة الصهارة بسهولة على الأرض في الأعلى.

### المراقبة الحرارية
يمكن أن تؤدي كل من حركة الصهارة والتغيرات في إطلاق الغاز والنشاط الحراري المائي إلى تغيرات في الانبعاث الحراري على سطح البركان. يمكن قياسها باستخدام عدة تقنيات:
- قياس الأشعة تحت الحمراء ذو الرؤية المستقبلية (FLIR) من أجهزة محمولة باليد، مثبتة في الموقع على مسافة، أو محمولة جواً.
- الأشعة تحت الحمراء، صور الأقمار الصناعية.
- قياس الحرارة في الموقع عن طريق الينابيع الساخنة، داخنة.
- خرائط التدفق الحراري، تغيرات في محتوى البئر الحراري الأرضي.

### هيدرولوجيا
هناك 4 طرق رئيسية يمكن إستخدامها للتنبؤ بالثوران البركاني من خلال استخدام الهيدرولوجيا:
- تستخدم القياسات الهيدرولوجية والهيدرولوجية في الآبار بشكل متزايد لرصد التغيرات في ضغط غاز البراكين والنظام الحراري. تؤدي زيادة ضغط الغاز إلى إرتفاع منسوب المياه وإنخفاضه فجأة قبل إندلاع البركان، ويمكن أن يؤدي التركيز الحراري (زيادة تدفق الحرارة المحلية) إلى تقليل أو تجفيف طبقات المياه الجوفية.
- الكشف عن تدفقات اللاهر وغيرها من الحطام بالقرب من مصادرها. طور علماء هيئة المسح الجيولوجي الأمريكية (USGS) نظامًا غير مكلف ودائم ومحمول وسهل التركيب لإكتشاف ومتابعة وصول وممر تدفقات الحطام والفيضانات في وديان الأنهار التي تستنزف البراكين النشطة.
- يمكن إلتقاط رواسب ما قبل الثوران عن طريق قناة نهرية تحيط بالبركان مما يدل على أن الثوران الفعلي قد يكون وشيكًا. يتم نقل معظم الرواسب من مستجمعات المياه المضطربة بركانيًا خلال فترات هطول الأمطار الغزيرة. يمكن أن يكون هذا مؤشرا على التغيرات المورفولوجية وزيادة النشاط الحراري المائي في غياب تقنيات المراقبة الآلية.
- يمكن بسهولة تآكل الرواسب البركانية التي يمكن وضعها على ضفة النهر مما يؤدي إلى توسيع أو تعميق قناة النهر بشكل كبير. لذلك، يمكن استخدام مراقبة عرض قنوات النهر وعمقها لتقييم إحتمالية حدوث ثوران بركاني في المستقبل.

### الإستشعار عن بعد
الإستشعار عن بعد هو إكتشاف بواسطة مستشعرات القمر الصناعي للطاقة الكهرومغناطيسية التي يتم إمتصاصها أو انعكاسها أو إشعاعها أو تناثرها من سطح البركان أو من المادة المنفجرة في سحابة ثوران.
- غيمة الإستشعار: يمكن للعلماء رصد إندلاع الغيوم الباردة بشكل غير عادي من البراكين باستخدام بيانات من اثنين من الموجات الحرارية مختلفة لتعزيز وضوح ثوران الغيوم والتمييز بينها وبين غيوم الأرصاد الجوية.
- غاز الإستشعار: كما يمكن قياس ثاني أكسيد الكبريت بواسطة الإستشعار عن بعد في بعض من الموجات مثل الأوزون. يمكن لمطياف رسم خرائط الأوزون الكلي (TOMS) قياس كمية غاز ثاني أكسيد الكبريت المنبعثة من البراكين في الثورات البركانية. تم الكشف عن إنبعاثات ثاني أكسيد الكربون من البراكين في الأشعة تحت الحمراء قصيرة الموجة باستخدام مرصد الكربون المداري 2 التابع لناسا.
- الإستشعار الحراري: قد يشير وجود تواقيع حرارية مهمة جديدة أو «نقاط ساخنة» إلى تسخين جديد للأرض قبل إندلاع البركان، ويمثل ثورانًا قيد التقدم أو وجود رواسب بركانية حديثة جدًا، بما في ذلك تدفقات الحمم البركانية.
- إستشعار التشوه: يمكن استخدام بيانات الرادار المكاني المحمول عبر الأقمار الصناعية للكشف عن التغيرات الهندسية طويلة المدى في الصرح البركاني، مثل الإرتفاع. بهذه الطريقة، يتم طرح رادار الفتحة التركيبية التداخلية (InSAR) ونماذج الإرتفاع الرقمية الناتجة عن صور الرادار من بعضها البعض للحصول على صورة تفاضلية تعرض معدلات التغير الطبوغرافي.
- مراقبة الغابات: في الآونة الأخيرة، ثبت أنه يمكن التنبؤ بموقع الكسور البركانية، قبل أشهر إلى سنوات من الإنفجارات، من خلال مراقبة نمو الغابات. تم التحقق من صحة هذه الأداة التي تستند إلى مراقبة نمو الأشجار في كلا الجبل نيراجونجو وجبل إتنا خلال الأحداث البركانية 2002-2003.[8]
- الإستشعار عن بعد: نهج جديد نسبيًا للكشف عن الإنفجارات البركانية يتضمن استخدام مستشعرات فوق صوتية من شبكة الموجات فوق الصوتية لنظام المراقبة الدولي (IMS). تأخذ طريقة الكشف هذه إشارات من أجهزة إستشعار متعددة وتستخدم التثليث لتحديد موقع الإنفجار.[9]

### حركات جماهيرية وإخفاقات جماعية
تستخدم مراقبة الحركات الجماعية والفشل تقنيات الإقراض من علم الزلازل (الجيوفون) والتشوه والأرصاد الجوية. الإنهيارات الأرضية، سقوط الصخور، تدفقات الحمم البركانية، وتدفقات الطين هي أمثلة على الإخفاقات الجماعية للمواد البركانية قبل وأثناء وبعد الإنفجارات.
ربما كان الإنهيار الأرضي البركاني الأكثر شهرة هو فشل الإنتفاخ الذي تراكم من الصهارة المتطفلة قبل جبل. ثوران بركان سانت هيلين في عام 1980، أدى هذا الإنهيار الأرضي إلى «فتح» تداخل الصخور البركانية الضحلة مما تسبب في فشل كارثي وإنفجار جانبي غير متوقع. غالبًا ما يحدث تساقط الصخور خلال فترات التشوه المتزايد ويمكن أن يكون علامة على زيادة النشاط في غياب المراقبة الآلية. تدفقات الطين هي رواسب رماد رطبة معاد حشدها من تدفقات الحمم البركانية ورواسب سقوط الرماد، وتتحرك منحدرًا حتى في زوايا ضحلة جدًا بسرعة عالية. بسبب كثافتها العالية، فهي قادرة على تحريك الأشياء الكبيرة مثل شاحنات قطع الأشجار المحملة والمنازل والجسور والصخور. عادة ما تشكل رواسبها حلقة ثانية من مراوح الحطام حول الصروح البركانية، والمروحة الداخلية عبارة عن رواسب رماد أولية. في إتجاه مجرى ترسب أفضل حمولاتهم، لا يزال بإمكان اللاهرات أن تشكل خطرًا لفيضان الصفيحة من المياه المتبقية. يمكن أن تستغرق رواسب اللاهار عدة أشهر حتى تجف، حتى يمكن السير عليها. يمكن أن تكون هناك خطورة مستمدة من نشاط اللاهار بعد عدة سنوات من إنفجار كبير.
طور فريق من العلماء الأمريكيين طريقة للتنبؤ باللهار. تم تطوير طريقتهم من خلال تحليل الصخور على جبل رينييه في واشنطن. يعتمد نظام الإنذار على ملاحظة الإختلافات بين الصخور الطازجة والصخور القديمة. الصخور الطازجة هي موصلات رديئة للكهرباء وتتغير مائيًا بسبب الماء والحرارة. لذلك، إذا كانوا يعرفون عمر الصخور، وبالتالي قوتها، فيمكنهم التنبؤ بمسارات اللهار. كما تم وضع نظام من أجهزة مراقبة التدفق الصوتي (AFM) على جبل رينييه لتحليل الهزات الأرضية التي يمكن أن تؤدي إلى حالة من اللهث، مما يوفر تحذيرًا مبكرًا.

## دراسة الحالة الإجتماعية

### نيراغونغو
كان ثوران بركان نيراغونغو في 17 يناير 2002 قد تنبأ به قبل أسبوع من قبل خبير محلي كان يدرس البراكين منذ سنوات. وأبلغ السلطات المحلية وتم إرسال فريق مسح تابع للأمم المتحدة إلى المنطقة، ومع ذلك، تم إعلان أنها آمنة. لسوء الحظ، عندما اندلع البركان، تم تدمير 40٪ من مدينة غوما بالإضافة إلى سبل عيش الكثير من الناس. ادعى الخبير أنه لاحظ تغيرات طفيفة في الإغاثة المحلية وراقب إندلاع بركان أصغر بكثير قبل عامين. نظرًا لأنه كان يعلم أن هذين البركانين مرتبطان بشق صغير، فقد علم أن جبل نيراغونغو سينفجر قريبًا.

### جبل إتنا
طور علماء الجيولوجيا البريطانيون طريقة للتنبؤ بالإنفجارات المستقبلية لجبل إتنا. لقد اكتشفوا أن هناك فارق زمني مدته 25 سنة بين الأحداث. يمكن أن تساعد مراقبة أحداث القشرة العميقة في التنبؤ بدقة بما سيحدث في السنوات القادمة. حتى الآن توقعوا أنه بين عامي 2007 و2015، سيكون النشاط البركاني نصف ما كان عليه في عام 1972.

### ساكوراجيما، اليابان
ربما تكون ساكوراجيما واحدة من أكثر المناطق التي تخضع للمراقبة على وجه الأرض. يقع بركان ساكوراجيما بالقرب من مدينة كاغوشيما، والتي يبلغ عدد سكانها أكثر من 500000 نسمة. تراقب كل من وكالة الأرصاد الجوية اليابانية (JMA) ومرصد ساكوراجيما Volcanological Observatory (SVO) التابع لجامعة كيوتو نشاط البركان. منذ عام 1995، اندلعت ساكوراجيما فقط من قمتها دون إطلاق الحمم البركانية.
تقنيات المراقبة في ساكوراجيما:
- من المحتمل أن تتم الإشارة إلى النشاط من خلال تضخم الأرض حول البركان حيث تبدأ الصهارة أدناه في التكون. يتميز ساكوراجيما بالإرتفاع عن قاع البحر في خليج كاجوشيما- إرتفاع مستويات المد نتيجة لذلك.
- عندما تبدأ الصهارة في التدفق، يمكن إكتشاف ذوبان الصخور الأساسية وتقسيمها على أنها زلازل بركانية. في ساكوراجيما، تحدثوا على بعد كيلومترين إلى خمسة كيلومترات تحت السطح. يستخدم نفق المراقبة تحت الأرض للكشف عن الزلازل البركانية بشكل أكثر موثوقية.
- تبدأ مستويات المياه الجوفية في التغير، وقد ترتفع درجة حرارة الينابيع الساخنة وقد يتغير التركيب الكيميائي وكمية الغازات المنبعثة. يتم وضع مستشعرات درجة الحرارة في فتحات التجويف التي تستخدم للكشف عن درجة حرارة المياه الجوفية. يستخدم الإستشعار عن بعد في ساكوراجيما لأن الغازات شديدة السمية- تزداد نسبة غاز حمض الهيدروكلوريك إلى غاز ثاني أكسيد الكبريت بشكل كبير قبل وقت قصير من إندلاع البركان.
- مع إقتراب الثوران البركاني، تقيس أنظمة قياس الميلان الحركات الدقيقة للجبل. يتم ترحيل البيانات في الوقت الفعلي إلى أنظمة المراقبة في SVO.
- تكتشف أجهزة قياس الزلازل الزلازل التي تحدث مباشرة تحت فوهة البركان، مما يشير إلى بداية الثوران. تحدث قبل 1 إلى 1.5 ثانية من الإنفجار.
- مع مرور الإنفجار، يسجل نظام قياس الميلان إستقرار البركان.

### الإكوادور
يضم معهد الجيوفيزياء في المدرسة الوطنية للفنون التطبيقية في كيتو فريقًا دوليًا من علماء الزلازل وعلماء البراكين الذين تتمثل مسؤوليتهم في مراقبة الإكوادور العديد من البراكين النشطة في جبال الأنديز من الإكوادور وجزر غالاباغوس. تقع الإكوادور في حلقة النار حيث تحدث حوالي 90٪  من الزلازل في العالم و 81٪  من أكبر الزلازل في العالم. يدرس الجيولوجيون النشاط البركاني للبراكين في البلاد، وخاصة تونغوراهوا التي استأنف نشاطها البركاني في 19 أغسطس 1999، والعديد من الإنفجارات الكبرى منذ تلك الفترة، وآخرها بدأ في 1 فبراير 2014.

## التخفيفات
فيما يخص التنبؤ بالنشاط البركاني، هناك مقترحات متضاربة للغاية لمنع النشاط البركاني المتفجر عن طريق تبريد غرف الصهارة باستخدام تقنيات توليد الطاقة الحرارية الأرضية.